# Schrapfberg (Gemeinde Bärnbach)
Schrapfberg ist ein Ort in der Weststeiermark sowie eine Streusiedlung der Stadtgemeinde Bärnbach im Bezirk Voitsberg in der Steiermark. Sie entstand vermutlich bereits im Hochmittelalter, wurde aber erst im 20. Jahrhundert als benamter Ort ausgewiesen.

## Geographie und Lage
Schrapfberg befindet sich im östlichen Teil der Stadtgemeinde Bärnbach sowie im zentralen Teil der Katastralgemeinde Hochtregist, etwas südöstlich des Gipfels des Schrapfberges im Höhenzug des Hochtregister Berges. Im Osten befindet sich der Bärnbacher Stadtteil Kleinkainach während sich das Bärnbacher Ortszentrum im Südwesten befindet. Die Streusiedlung Weingartsberg liegt im Nordwesten während sich im Südosten die Rotte Hochtregist befindet.

## Geschichte
Wie das gesamte Gebiet der Katastralgemeinde Hochtregist so war auch die Gegend um den Schrapfberg Teil eines hochmittelalterlichen Rodungsgebietes. Die heutige Streusiedlung geht vermutlich auf eine aus Einzelhöfen bestehende Rodungssiedlung zurück. Der Name Schrapf war ursprünglich nur der Name des Berges und ging im Laufe der Zeit auf den sich dort befindlichen Bauernhof und schließlich auch auf die Streusiedlung über.
Der Schrapfbauer wurde am 21. November 1634 als recht ober khainacherischen Schloss wonhafft, also als nordöstlich des Schlosses Alt-Kainach gelegen beschrieben. Damals verstarb dort eine aus Köflach stammende Person an der Pest.
Wie auch der Rest der bis dahin selbstständigen Gemeinde Hochtregist kam auch Schrapfberg im Jahr 1952 zu der Gemeinde Bärnbach.
Für die Streusiedlung taucht der Name Schrapf erstmals 1961 im Ortsverzeichnis auf. Im Jahr 1971 wird der Ort bereits als Schrapfberg bezeichnet.